# SS Great Britain
51°26′57″ пн. ш. 2°36′30″ зх. д. / 51.4492° пн. ш. 2.6084° зх. д.
SS Great Britain — британський пасажирський пароплав XIX століття. Судно була першим залізним пароплавом, який перетнув Атлантичний океан у 1845 році (мандрівка тривала 14 днів). З 1845 по 1853 рік SS Great Britain була найбільшим пасажирським судном у світі. Корабель спроєктував Ізамбард Кінгдом Брюнель (1806—1859) для трансатлантичного сполучення для компанії Great Western Steamship Company між Бристолем і Нью-Йорком. У той час як інші кораблі були побудовані із заліза або обладнані лопатевим гвинтом, Велика Британія була першою, хто поєднав ці характеристики у великому океанському судні.
Корабель сягав 98 м завдовжки й мав водотоннажність 3400 тонн. Судно приводилося в дію двома похилими двоциліндровими двигунами прямої дії зі здвоєними 220-см циліндрами діаметром 72 дюйм (180 см). Воно також було оснащене вторинними щоглами для вітрил. На чотирьох палубах розміщувався екіпаж із 120 осіб, а також 360 пасажирів, для яких було призначено каюти, ресторани та салони для прогулянок.
Коли Велику Британію спустили на воду 1843 року, вона була найбільшим судном на плаву. Але його будівництво тривало шість років (1839—1845) і висока вартість поставили його власників у скрутне фінансове становище, і вони мусили залишити бізнес у 1846 році, витративши всі кошти, що залишилися, на відновлення судна після того, як воно сіло на мілину в затоці Дандрам у графстві Даун на території сучасної Північної Ірландії після помилки навігації. У 1852 році судно продане і відремонтоване. Пізніше SS Great Britain перевозила емігрантів до Австралії з 1852 року. У 1881 році судно переведено лише на вітрильний рушій. Через три роки корабель відправили на Фолклендські острови, де він використовувався як склад, карантинний корабель і вугільний корабель (блокшив), доки його не затопили в 1937 році, через 98 років після того, як він був спущений на воду.
У 1970 році англійський бізнесмен сер Джек Арнольд Гейворд заплатив за підйом і ремонт судна, щоб його відбуксирували на північ через Атлантику назад до Сполученого Королівства та повернули до бристольського сухого доку. Гейворд був відомим бізнесменом, забудовником, філантропом і власником англійського футбольного клубу «Вулвергемптон Вондерерс». Great Britain став кораблем-музеєм у Бристольській гавані, який щорічно відвідує від 150 000 до 200 000 відвідувачів. Корабель внесений до списку Національного історичного флоту.

### Відомі пасажири та екіпаж
Велика Британія перевезла понад 33 000 осіб протягом свого життя. Серед них:
- Густав Воган Брук, ірландський театральний актор; мандрував з Ейвонією Джонс між Мельбурном і Ліверпулем у 1861 році.[6]
- Фанні Даберлі, автор і хроніст Кримської війни та повстання сипаїв 1857 року; подорожував між Корком і Мумбаї у 1857 році.[7]
- Полковник сер Джордж Еверест, британський геодезист і географ; служив генеральним геодезистом Індії; тезка гори Еверест; мандрував між Ліверпулем та Нью-Йорком у 1845[8]
- Джеймс Госкен, перший капітан Великої Британії , а до цього Great Western з моменту її першого плавання до моменту, коли вона сіла на мілину в затоці Дандрам.[9]
- Ейвонія Джонс, американська актриса, подорожувала з Густавусом Воганом Бруком між Мельбурном і Ліверпулем у 1861 році.[10]
- Ентоні Троллоп, англійський романіст вікторіанської доби; подорожував між Ліверпулем та Мельбурном у 1871 році, і написав роман Леді Анна під час подорожі.[11]
- Август Аркрайт, офіцер Королівського флоту та політик Консервативної партії, а також правнук Річарда Аркрайта, подорожував між Ліверпулем і Нью-Йорком у 1852 році.[12]
- Джордж Іннес, видатний американський пейзажист, подорожував зі своєю дружиною між Ліверпулем і Нью-Йорком у 1852 році..[13]
- Френсіс Петіт Сміт, один із винахідників лопатевого гвинта, подорожував між Ліверпулем і Нью-Йорком у 1852 році.[14]
- Джеймс Едвард Александер, шотландський дослідник, письменник і військовий, подорожував між Мельбурном і Ліверпулем у 1862 році, видаючи щотижневу газету на борту корабля.[15]